# Alsócsernáton
Alsócsernáton (románul Cernatul de Jos) Csernáton romániai település része.

## Fekvése
Erdélyben, Székelyföldön, Kovászna megyében, Sepsiszentgyörgytől északkeletre, a Bodoki-hegység keleti lábánál, a Felső-háromszéki-medence nyugati peremén 576 m. magasan, a Csernáton-patak mindkét oldalán a 11-es nemzeti főúttól északnyugati irányban fekszik.

## Története
A pápai tizedjegyzékben 1332-ben latinul Churuacun-ként írták. A név szláv eredetű, a fekete = cserna jelentésű személynév birtokos változata.
1332-ben plébániatemploma van, melynek papja Péter, aki a pápai tizedjegyzék szerint 5 lotó ezüstött, 1334-ben 32 banálist fizetett (Beke 165).
A 15-16. században erős várkastély vette körül, amely kiállotta az 1658. és 1661. évi tatárostromot. Az 1836. évi tűzvész után, a templom újjáépítésekor középkori jellegzetességeit nem állították vissza.
A reformációkor a reformátusok kezére került.
Az 1770-es évek elején újra megindult a katolikus élet, amikor Bernáld György kápolnát tartott fenn (1766), majd 1821-től Zámbler László (Schematismus 1882, 96).
1844-ben Zámbler János kanonok, csíkszentmártoni plébános, a falu szülöttje templomot építtetett. Állandó lelkészt csak 1793-ban kaptak. 1873-ban szervezték plébániává (Schematismus 1882, 96). Plébániai lakás 1906 után épült. A trianoni békediktátumig Háromszék vármegye része volt, majd Romániához került. 1940 és 1944 között ismét Magyarország része volt.

## Népessége
A két, Alsó- és Felsőcsernátonról csak összevont statisztikai adatok vannak, de mindenképpen teljesen székely-magyar települések.
1992-ben Csernáton 3403 lakójából 3360 fő magyar (székely), 43 román volt.

## Nevezetességei
- Itt található a volt Damokos Gyula-kúria, ami jelenleg múzeum. Benne található az alapítóról elnevezett Hanszmann-gyűjtemény. A kúria kertjében skanzen és szabadtéri mezőgazdasági gépészeti kiállítás látható. Nyaranta a múzeum területén kézműves táborokat is tartanak.
- Református templom

## Itt született híres emberek
- Szotyori Lajos (1884. január 30.) elbeszélő, színpadi író.
- Szilveszter Sándor (1902. január 12.) ordinarius substitutus (1952).
- Székely Géza (1958. február 3.) grafikus és könyvillusztrátor.